# Cypripedium arietinum
Espèce
Classification phylogénétique
Statut de conservation UICN

 NT  : Quasi menacé
Statut CITES
Cypripedium arietinum (ou Criosanthes arietina) est une espèce d'orchidée nord-américaine aussi appelée Cypripède tête-de-bélier (Ram’s head lady slipper, Ram’s head en anglais).

## Morphologie
C'est une plante érigée, de 10 à 50 cm de haut. Il possède 3-5 feuilles, elliptiques, situées dans la portion centrale de la tige. La feuille située le plus près de la fleur est un peu plus petite que les autres. Les feuilles ont une couleur bleu-vert à vert foncé et sont placées en spirales autour de la tige. La tige est mince et recouverte de poils.
La fleur est solitaire (rarement 2 fleurs), au sommet d’un pédoncule pubescent. Une bractée ovée-lancéolée de 4-5 cm de long sous-tend la fleur. Les sépales et les pétales sont verts avec des marques brun rougeâtre. Le sépale dorsal est large et elliptique et forme un « couvercle » au-dessus du labelle. Les pétales latéraux, pourpres ou verts, sont légèrement spiralés et retombent vers le sol. Le labelle, d’une longueur de 15 mm, est renflé, rappelant la forme d’une pantoufle (d’où le nom de « slipper orchid »). Sa couleur de base est blanche ou rosée mais il est réticulé de cramoisi ou pourpre et parfois de vert. Le labelle se termine par un éperon aigu. L’ouverture du labelle est couverte d’un duvet blanc soyeux.
C. arietinum forme des colonies d’une douzaine de plants, reliés par un rhizome d’apparence noueuse, qui dégage une odeur musquée.
Le Cypripedium arietinum possède 2n= 20 chromosomes.
La floraison survient au printemps, à la fin mai/début juin. La fleur dure entre 7 et 10 jours si la température est fraîche et qu’elle n’est pas pollinisée. Une fois la fleur pollinisée, une réaction hormonale se déclenche en 1 heure ou 2, causant l’affaissement du sépale dorsal qui ferme alors le label.
Dans une population donnée, entre 22 et 44 % des plants fleurissent chaque printemps.
Les pétales, les sépales et le label produisent une légère odeur sucrée qui attire les insectes pollinisateurs.

## Reproduction
C. arietinum se reproduit surtout de façon asexuée en produisant des repousses à partir du plant mère. Sa reproduction sexuelle est beaucoup moins efficace. Il ne peut pas effectuer d’auto-fécondation et les insectes capables de le polliniser doivent être de petite taille. L’ouverture du label, par où l’insecte doit se faufiler pour pouvoir polliniser la plante, ne mesure qu’un à 2 mm et est encombré par la présence de poils soyeux. Les insectes du genre Dialictus et Megachile sont des pollinisateurs efficaces, ils sont assez petits pour y entrer et assez forts pour déplacer les poils soyeux qui obstruent l’entrée du label. Le cypripède attire les abeilles par leur parfum mais, les abeilles ne reçoivent aucun nectar en échange de leur service.
Les graines de cette orchidée sont microscopiques et leur volume est constitué de 96 % d’air. Les graines sont très légères, ce qui leur permet de flotter dans l’air. La densité d’arbres dans l’habitat de C.arietinum ne permet pas une dispersion très efficace des graines.
Une fois sur le sol, la graine doit obligatoirement s’associer avec un mycète (inconnu) pour se développer. L’hyphe du mycète pénètre la graine et transmet les éléments nutritifs essentiels au développement de l’embryon. L’association avec ce mycète permet au protocorme de se développer et de rester sous la terre pendant quelques années avant d’en sortir.
La taille de la plante n’est pas un bon indicateur de la maturité ou de l’âge de la plante. Par contre, lorsque cette orchidée atteint une hauteur de 11 cm, elle commence à fleurir.

## Habitats
Ce cypripède se rencontre dans les forêts mixtes et de conifères aux sols secs à humides ainsi que dans les marais de conifères. Il pousse à une altitude de 0 à 400m. Il préfère une atmosphère et un sol frais, neutre à légèrement acide. La propagation se fait plus aisément sur un sol au pH aux environs de 6.0. Sur le sol québécois, C .arietinum préfère les forêts de cèdres, les bords des lacs et rivières, à moins de 30 mètres d’un point d’eau.
C. arietinum ne supporte pas le soleil direct. La coupe à blanc détruit le couvert végétal qui le protège de ces rayons.
Au Québec, le cypripède arietinum est une espèce considérée en péril à cause de sa rareté. Seulement 29 occurrences de cette espèce sont signalées sur le territoire québécois (dont 9 dans les unités gouvernementales). Il est illégal de posséder, de récolter et d’endommager C.arietinum.

## Distribution
Au Canada, C. arietinum se retrouve en Saskatchewan, au Manitoba, en Ontario, dans le sud du Québec, en Nouvelle-Écosse et possiblement à Terre-Neuve. Aux États-Unis, cette plante se concentre autour des Grands Lacs où elle est rare. Une espèce voisine est présente en Chine occidentale.